# Porsche 718 Cayman
Pour l'automobile de course de 1957, voir Porsche 718. Pour la carrosserie roadster, voir Porsche 718 Boxster.
La Porsche 718 Cayman est une voiture de sport produite par le constructeur automobile allemand Porsche depuis 2016.

## Présentation

Logo.

Version restylée de la Porsche Cayman, elle doit son nom à la Porsche 718 de 1957 présentée au Mans qui proposait, comme elle, un moteur à quatre cylindres. À partir de 2019, elle se décline dans une version six cylindres à plat.
À partir de juin 2024, la commercialisation des versions 4-cylindres est stoppée en raison de l'arrivée de la réglementation européenne GSR2 (General Safety Regulation) obligatoire sur les véhicules neufs immatriculés à compter du 7 juillet 2024, à laquelle la 718 Cayman ne peut répondre.

## Caractéristiques techniques

### Motorisations
À son lancement, cette génération de la Cayman troque son six cylindres atmosphérique pour un quatre cylindres 2,0 litres turbo à plat.
En juin 2019, Porsche revient au six cylindres en équipant la 718 Cayman GT4 d'un flat 6 atmosphérique. Celui-ci offre la possibilité de couper alternativement un banc de cylindres, lorsque la sollicitation de puissance et de couple est faible, et il fonctionne ainsi sur trois cylindres.
En janvier 2020, Porsche présente la 718 Cayman GTS 4.0 équipée du Flat 6 de la GT4 dégonflé à 400 ch.

### Design
L'extérieur du 718 Cayman est très similaire à celui de la troisième génération, il s'agit plus d'une évolution que d'un redesign. Les changements les plus notables concernent l'arrière de la voiture, qui présente désormais une longue barre noire reliant les deux feux arrière. Les phares et le pare-chocs ont également été fortement retravaillés. Sur les côtés, les rétroviseurs ont été redessinés, reprenant la teinte des rétroviseurs SportDesign de la GT3.
L'intérieur reste très similaire à celui du 981 Cayman et de la génération 991.2 de la Porsche 911. Le principal changement est le nouveau système d'infodivertissement PCM 4.0, qui remplace le PCM 3.1. Si le pack Sport Chrono en option est présent, le volant est équipé d'un sélecteur de mode qui comprend une sélection de modes de conduite Sports et Sports Plus, ce qui se traduit par une réponse plus vive de l'accélérateur au détriment de l'efficacité énergétique.
| Logo de Porsche         | 718 Cayman                               | 718 Cayman T                             | 718 Cayman S                             | 718 Cayman GTS                           | 718 Cayman GTS 4.0                       | 718 Cayman GT4                           | 718 Cayman GT4 RS             |
| Années de production    | 2016—                                    | 2019-2023                                | 2016—                                    | 2018-2020                                | 2020—                                    | 2019-2023                                | 2021—                         |
| Production totale       | ?                                        | ?                                        | ?                                        | ?                                        | ?                                        | ?                                        | ?                             |
| Prix de base            | 66 500 €                                 | 73 100 €                                 | 81 850 €                                 | 85 300 €                                 | 103 500 €                                | 125 600 €                                | 188 800 €                     |
| Type de production      | Voiture de série                         | Voiture de série                         | Voiture de série                         | Voiture de série                         | Voiture de série                         | Voiture de série                         | Voiture de série              |
| Classe                  | Sportive                                 | Sportive                                 | Sportive                                 | Sportive                                 | Sportive                                 | Sportive                                 | Supercar                      |
| Énergie                 | Essence                                  | Essence                                  | Essence                                  | Essence                                  | Essence                                  | Essence                                  | Essence                       |
| Moteur(s)               | Flat 4 2.0 L Turbo                       | Flat 4 2.0 L Turbo                       | Flat 4 2.5 L Turbo                       | Flat 4 2.5 L Turbo                       | Flat 6 4.0 L Atmosphérique               | Flat 6 4.0 L Atmosphérique               | Flat 6 4.0 L Atmosphérique    |
| Position du moteur      | Transversale centrale arrière            | Transversale centrale arrière            | Transversale centrale arrière            | Transversale centrale arrière            | Transversale centrale arrière            | Transversale centrale arrière            | Transversale centrale arrière |
| Puissance Maximale      | 300 ch                                   | 300 ch                                   | 350 ch                                   | 365 ch                                   | 400 ch                                   | 420 ch                                   | 500 ch                        |
| Couple Maximal          | 380 Nm                                   | 380 Nm                                   | 420 Nm                                   | 430 Nm                                   | 430 Nm                                   | 430 Nm                                   | 450 Nm                        |
| Transmission            | Propulsion                               | Propulsion                               | Propulsion                               | Propulsion                               | Propulsion                               | Propulsion                               | Propulsion                    |
| Boîte de vitesses       | Manuelle à 6 rapports / Automatique PDK7 | Manuelle à 6 rapports / Automatique PDK7 | Manuelle à 6 rapports / Automatique PDK7 | Manuelle à 6 rapports / Automatique PDK7 | Manuelle à 6 rapports / Automatique PDK7 | Manuelle à 6 rapports / Automatique PDK7 | Automatique PDK7              |
| Vitesse maximale        | 275 km/h                                 | 275 km/h                                 | 285 km/h                                 | 290 km/h                                 | 293 km/h                                 | 304 km/h                                 | 315 km/h                      |
| 0 à 100 km/h            | 5,1 s (PDK7 : 4,7 s)                     | 5,1 s (PDK7 : 4,7 s)                     | 4,6 s (PDK7 : 4,2 s)                     | 4,6 s (PDK7 : 4,1 s)                     | 4,5 s (PDK7 : 4,0 s)                     | 4,4 s (PDK7 : 3,9 s)                     | 3,4 s                         |
| 0 à 200 km/h            | ?                                        | ?                                        | ?                                        | ?                                        | ?                                        | ?                                        | ?                             |
| Consommation mixte      | 6,9-8,7 L/100 km                         | 7,9-8,7 L/100 km                         | 7,3-9,6 L/100 km                         | 8,2-9,2 L/100 km                         | 9,6-10,8 L/100 km                        | 10,2-10,9 L/100 km                       | 12,3 L/100 km                 |
| Emission de CO2         | 158-199 g/km                             | 180-200 g/km                             | 167-218 g/km                             | 186-210 g/km                             | 219-246 g/km                             | 232-249 g/km                             | 281 g/km                      |
| Rapport poids/puissance | 4,45 kg/ch                               | 4,50 kg/ch                               | 3,87 kg/ch                               | 3,77 kg/ch                               | 3,51 kg/ch                               | 3,38 kg/ch                               | 2,83 kg/ch                    |
|                         |                                          |                                          |                                          |                                          |                                          |                                          |                               |
| Carrosserie             | Coupé 2 portes (2 places)                | Coupé 2 portes (2 places)                | Coupé 2 portes (2 places)                | Coupé 2 portes (2 places)                | Coupé 2 portes (2 places)                | Coupé 2 portes (2 places)                | Coupé 2 portes (2 places)     |
| Portières               | classiques                               | classiques                               | classiques                               | classiques                               | classiques                               | classiques                               | classiques                    |
| Masse à vide            | 1335 kg                                  | 1350 kg                                  | 1355 kg                                  | 1375 kg                                  | 1405 kg                                  | 1420 kg                                  | 1415 kg                       |

## Versions

### 718 Cayman T
En décembre 2018, Porsche présente la 718 Cayman T motorisée par le quatre cylindres 2,0 L Turbo de 300 ch.
Elle reçoit des jantes aluminium de 20 pouces, des monogrammes « 718 Cayman T » sur les flancs, un échappement sport à doubles sorties noires et des coques de rétroviseur extérieur en gris quartz. Quant à l'intérieur, la 718 T est équipée de sangles d'ouverture de porte noires, d'un volant sport GT et de monogrammes « 718 » brodés sur les appuie-têtes. La 718 Cayman est proposée en noir, rouge indien, jaune racing, blanc, blanc carrara métallisé, noir intense métallisé et argent GT métallisé ainsi qu'avec les teintes spéciales orange fusion et bleu Miami[source insuffisante].

### 718 Cayman GT4

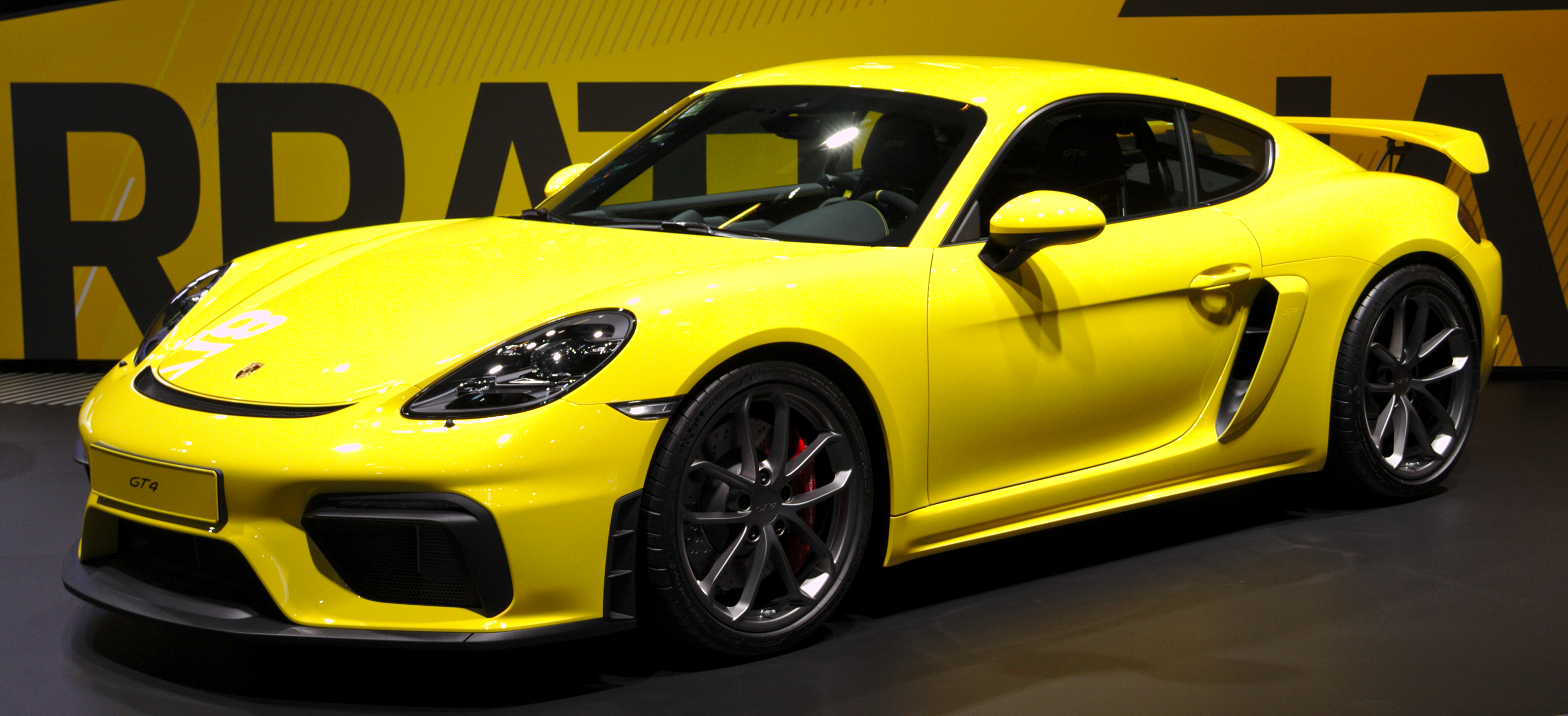
Porsche 718 Cayman GT4.

Porsche présente la 718 Cayman GT4 le 18 juin 2019. Elle est motorisée par un six cylindres à plat 4,0 L atmosphérique, dérivé du moteur 3,0 L Turbo de la récente Porsche 911 (992), réalésé à 4 litres et démuni de ses turbos, procurant 420 ch et 420 N m de couple.
La 718 à six cylindres est équipée d'une boîte mécanique à six rapports à son lancement, la boîte robotisée PDK à sept rapports étant disponible dans un second temps, et cette version GT4 est plus basse de 30 mm que les autres versions.
718 Cayman GT4 Clubsport
Porsche propose une version Clubsport, basée sur la GT4, équipée d'un arceau de sécurité arrière en acier, d'un extincteur portatif et d'une ceinture de sécurité six points pour le conducteur.
718 Cayman GT4 RS

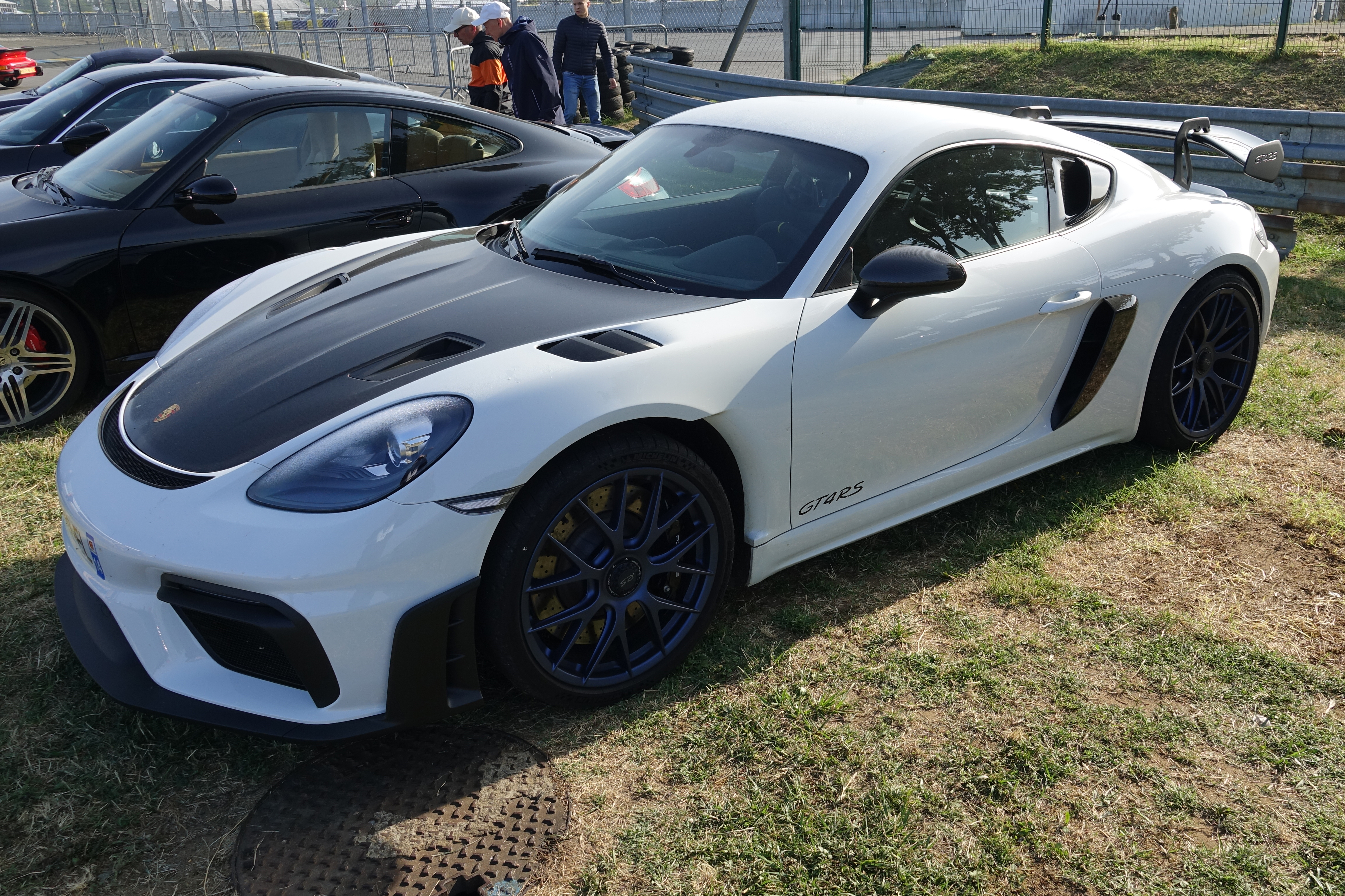
Porsche 718 Cayman GT4 RS.

La version ultime de la GT4 est présentée au salon de Los Angeles 2021 dotée du flat-6 poussé à 500 ch à 8 400 tr/min pour 9 000 tr/min de régime max.

### 718 Cayman GTS 4.0
Comme pour la génération précédente (modèle 981), la 718 Cayman GTS 4.0 est dotée du même moteur que six cylindres à plat 4,0 L atmosphérique de la 718 GT4, de la boîte manuelle à six rapports et d'un échappement sport. La GTS 4.0 est équipée de jantes en alliage léger de 20 pouces noires "satinée brillant", du Torque Vectoring (PTV) avec différentiel arrière à glissement limité, du Stability Management (PSM) et du freinage amélioré (avec disques percés et étriers rouges)[source insuffisante].